# Durrenentzen
Durrenentzen é uma comuna francesa na região administrativa de Grande Leste, no departamento Alto Reno. Estende-se por uma área de 6,21 km². Em 2010 a comuna tinha 947 habitantes (densidade: 152,5 hab./km²).